# Merefnebef
Merefnebef, chiamato anche Unisankh o Fefi, (fl. XXIV secolo a.C.), è stato un visir vissuto durante la VI dinastia egizia.
Inizialmente servì alla corte di Teti, per poi passare forse agli ordini di Userkara, prima di andare in pensione durante il regno di Pepi I.

## Biografia
Merefnebef era un principe ereditario e conte. Fu tesoriere del re del Basso Egitto, e ricoprì ruoli che lo portarono vicino al re. Fu custode degli ornamenti del capo, uno che era al corrente del segreti della Casa del mattino. Secondo alcuni dei suoi titoli era guardiano e sacerdote della piramide di Teti. Potrebbe essere diventato visir alla fine della carriera, e questi titoli sono riportati sulla facciata della sua tomba.

## Tomba
La mastaba di Merefnebef si trova ad ovest della piramide di Djoser. È relativamente piccola, ma completamente decorata. La camera funeraria contiene tuttora un sarcofago completo di coperchio. Le scene raffigurate nella tomba mostrano distruzione. Per almeno uno dei figli di Merefnebef, l'immagine scolpita nella tomba fu volutamente rovinata. La tomba di Merefnebef fu scoperta nel 1997 nella necropoli di Saqqara da un team di ricercatori appartenenti a "The Polish Centre of Mediterranean Archaeology of the Warsaw University", guidati dal professor Karol Myśliwiec.